# چخوف، استان مسکو
شهر چخوف، اوبلاست مسکو (به روسی: Чехов) در کشور روسیه و در اوبلاست مسکو واقع شده‌است.